# Cherrytree Records
Cherrytree Records — лейбл звукозаписи, входящий в состав группы Interscope-Geffen-A&M, а именно относится к Interscope Records. Основан в 2005 году Мартином Кирсценбаумом. Принадлежит Universal Music Group.

## Список исполнителей
- Cinema Bizarre
- Far East Movement
- Ellie Goulding
- The Feeling
- Лесли Файст
- Tokio Hotel
- The Fratellis
- The Grates
- Lady GaGa (с 2008 до 2010 года) [1]
- LMFAO
- The Lovemakers
- Noah and the Whale
- Nero
- The Pipettes
- Owen Rhys Williams
- Robyn
- Rooney
- Space Cowboy
- t.A.T.u. (с 2005 по 2006 год, 2012 год)
- Natalia Kills
- Wolf Gang
- Колетт Карр